# Liga Dreptății (serial)
Liga Dreptății (engleză Justice League) este un serial de animație american difuzat din 17 noiembrie 2001 până în 29 mai 2004 pe Cartoon Network. A fost produs de Warner Bros. Animation. Se bazează pe Liga Dreptății din America și personajele asociate din benzi desenate publicate de DC Comics. Servește ca o continuare a Batman: Serialul de Animație (inclusiv Noile Aventuri cu Batman) și Superman: Seria animată, și de asemenea un prequel al Batman din viitor, și este al șaptelea serial al Universului animat DC. Serialul a durat două sezoane și a fost urmat de Liga Dreptății fără limite, un serial succesor care a durat trei sezoane.
În România serialul a avut premiera în 30 septembrie 2002 pe canalul Cartoon Network ca parte a blocului de acțiune Toonami.

## Distribuție română
- Marius Damian - Superman [1]

## Personaje
- Batman - Batman n-o avea nicio putere dar este foarte rapid și agil, știe arte marțiale și se pricepe bine la lupte. Mai târziu în timpul episoadelor se vede că Batman are niște sentimente ascunse pentru Femeia Minune, dar nu vrea să i le dezvăluie.
- Flash - Flash poate alerga la cea mai mare viteză posibilă, dar asta numai dacă doarme și mănâncă. El este un fel de "macho" care vrea să impresioneze fetele.
- Vânătorul de Oameni Marțian (en. Martian Manhunter) - El este un telepat ce are proprietăți spirituale. Este imaterial.
- Femeia Șoim (en. Hawkgirl) - Femeia Șoim poate zbura și are puteri magice. Mai târziu se poate vedea că există o relație între ea și Lanterna Verde, mai ales în episodul 49 când aceștia se pupă.
- Superman - Cel mai puternic membru al Ligii Dreptății. Este foarte forțos și rapid, poate trage cu lasere din ochi și are respirație de îngheț.
- Femeia Minune (en. Wonder Woman) - Femeia Minune este puternică, poate zbura și costumul ei este plin de combustibil. Ea are un lasou care poate face lumea să zică adevărul. De când l-a cunoscut pe Batman ceva întrei ei a început încet să apară, că sunt împreună.
- Lanterna Verde (en. Green Lantern) - Lanterna Verde are un inel magic cu ajutorul căruia poate să zboare, să împuște proiectile și să creeze câmpuri de forță. Într-un episod acesta se duce în viitor unde își cunoaște fiul a cărui mamă este Shayera.

## Episoade
| Premiera originală | Premiera în România | #  | Titlu român               | Titlu englez           |
| ------------------ | ------------------- | -- | ------------------------- | ---------------------- |
|                    |                     |    |                           |                        |
| SEZONUL 1          |                     |    |                           |                        |
|                    |                     |    |                           |                        |
| 17.11.2001         | 30.09.2002          | 01 | Origini secrete           | Secret Origins         |
| 17.11.2001         | 30.09.2002          | 02 | Origini secrete           | Secret Origins         |
| 17.11.2001         | 30.09.2002          | 03 | Origini secrete           | Secret Origins         |
|                    |                     |    |                           |                        |
| 19.11.2001         | 01.10.2002          | 04 | Cea mai întunecată noapte | In Blackest Night      |
| 26.11.2001         | 02.10.2002          | 05 | Cea mai întunecată noapte | In Blackest Night      |
|                    |                     |    |                           |                        |
| 03.12.2001         | 03.10.2002          | 06 | Dușmanul de dedesupt      | The Enemy Below        |
| 10.12.2001         | 04.10.2002          | 07 | Dușmanul de dedesupt      | The Enemy Below        |
|                    |                     |    |                           |                        |
| 06.09.2002         | 07.10.2002          | 08 | Nejustiție pentru toți    | Injustice For All      |
| 13.09.2002         | 08.10.2002          | 09 | Nejustiție pentru toți    | Injustice For All      |
|                    |                     |    |                           |                        |
| 21.01.2002         | 09.10.2002          | 10 | Paradis pierdut           | Paradise Lost          |
| 28.01.2002         | 10.10.2002          | 11 | Paradis pierdut           | Paradise Lost          |
|                    |                     |    |                           |                        |
| 24.02.2001         | 11.10.2002          | 12 | O lume de război          | War World              |
| 03.03.2002         | 14.10.2002          | 13 | O lume de război          | War World              |
|                    |                     |    |                           |                        |
| 10.03.2002         | 18.11.2002          | 14 | Cel curajos și îndrăzneț  | The Brave And The Bold |
| 17.03.2002         | 19.11.2002          | 15 | Cel curajos și îndrăzneț  | The Brave And The Bold |
|                    |                     |    |                           |                        |
| 07.04.2002         | 15.10.2002          | 16 | Blănos                    | Fury                   |
| 14.04.2002         | 16.10.2002          | 17 | Blănos                    | Fury                   |
|                    |                     |    |                           |                        |
| 21.04.2002         | 17.10.2002          | 18 | Legende                   | Legends                |
| 28.04.2002         | 18.10.2002          | 19 | Legende                   | Legends                |
|                    |                     |    |                           |                        |
| 20.09.2002         | 21.10.2002          | 20 | Cavalerul umbrelor        | A Knight Of Shadows    |
| 27.09.2002         | 22.10.2002          | 21 | Cavalerul umbrelor        | A Knight Of Shadows    |
|                    |                     |    |                           |                        |
| 04.10.2002         | 23.10.2002          | 22 | Metamorfoză               | Metamorphosis          |
| 11.10.2002         | 24.10.2002          | 23 | Metamorfoză               | Metamorphosis          |
|                    |                     |    |                           |                        |
| 09.11.2002         | 25.10.2002          | 24 | Vreme sălbatică           | The Savage Time        |
| 09.11.2002         | 28.10.2002          | 25 | Vreme sălbatică           | The Savage Time        |
| 09.11.2002         | 29.10.2002          | 26 | Vreme sălbatică           | The Savage Time        |
|                    |                     |    |                           |                        |
| SEZONUL 2          |                     |    |                           |                        |
|                    |                     |    |                           |                        |
| 05.07.2003         | 06.09.2004          | 27 | Amurg                     | Twilight               |
| 05.07.2003         | 07.09.2004          | 28 | Amurg                     | Twilight               |
|                    |                     |    |                           |                        |
| 04.10.2003         | 08.09.2004          | 29 | Tabula Rasa               | Tabula Rasa            |
| 04.10.2003         | 09.09.2004          | 30 | Tabula Rasa               | Tabula Rasa            |
|                    |                     |    |                           |                        |
| 11.10.2003         | 10.09.2004          | 31 | Doar un vis               | Only A Dream           |
| 11.10.2003         | 13.09.2004          | 32 | Doar un vis               | Only A Dream           |
|                    |                     |    |                           |                        |
| 18.10.2003         | 14.09.2004          | 33 | Servitoare de onoare      | Maid Of Honor          |
| 18.10.2003         | 15.09.2004          | 34 | Servitoare de onoare      | Maid Of Honor          |
|                    |                     |    |                           |                        |
| 25.10.2003         | 16.09.2004          | 35 | Inimi și minți            | Hearts And Minds       |
| 25.10.2003         | 17.09.2004          | 36 | Inimi și minți            | Hearts And Minds       |
|                    |                     |    |                           |                        |
| 01.11.2003         | 20.09.2004          | 37 | O lume mai bună           | A Better World         |
| 01.11.2001         | 21.09.2004          | 38 | O lume mai bună           | A Better World         |
|                    |                     |    |                           |                        |
| 08.11.2003         | 22.09.2004          | 39 | Eclipsat                  | Eclipsed               |
| 08.11.2003         | 23.09.2004          | 40 | Eclipsat                  | Eclipsed               |
|                    |                     |    |                           |                        |
| 15.11.2003         | 24.09.2004          | 41 | Teroarea de dincolo       | Terror Beyond          |
| 15.11.2003         | 30.09.2004          | 42 | Teroarea de dincolo       | Terror Beyond          |
|                    |                     |    |                           |                        |
| 22.11.2003         | 01.10.2004          | 43 | Societatea secretă        | Secret Society         |
| 22.11.2003         | 04.10.2004          | 44 | Societatea secretă        | Secret Society         |
|                    |                     |    |                           |                        |
| 29.11.2003         | 05.10.2004          | 45 | Lumea de apoi             | Hereafter              |
| 29.11.2003         | 06.10.2004          | 46 | Lumea de apoi             | Hereafter              |
|                    |                     |    |                           |                        |
|                    |                     |    |                           |                        |
| 06.12.2003         | 18.10.2004          | 47 | Carduri sălbatice         | Wild Cards             |
| 06.12.2003         | 19.10.2004          | 48 | Carduri sălbatice         | Wild Cards             |
|                    |                     |    |                           |                        |
| 13.12.2003         | 15.10.2004          | 49 | Comfort și bucurie        | Comfort And Joy        |
|                    |                     |    |                           |                        |
| 29.05.2004         | 31.01.2005          | 50 | Nescris în stele          | Starcrossed            |
| 29.05.2004         | 01.02.2005          | 51 | Nescris în stele          | Starcrossed            |
| 29.05.2004         | 02.02.2005          | 52 | Nescris în stele          | Starcrossed            |
|                    |                     |    |                           |                        |

## Legături externe
- Liga Dreptății (serial) la Big Cartoon DataBase
- Liga Dreptății la Internet Movie Database
- Liga Dreptății la TV.com

1. ↑  https://m.cinemagia.ro/filme/justice-league-liga-dreptatii-paradisul-pierdut-6544/